# Nouvelle Médine
La delegació de Nouvelle Médine o de La Nouvelle Médina o de Médina Jedida (àrab: معتمدية المدينة الجديدة, muʿtamadiyya al-Madīna al-Jadīda, literalment ‘delegació de la Ciutat Nova’) és una delegació de Tunísia, a la governació de Ben Arous, formada per una part de la ciutat de Ben Arous, la situada al sud-est, delimitada per l'autopista de la costa (que va fins a Soussa) al sud-oest, i per la delegació de Radès, a l'est. La delegació té 39.480 habitants segons el cens del 2004. Forma part de les ciutats satèl·lits de Tunis.

## Administració
El seu codi geogràfic és 13 52 (ISO 3166-2:TN-12) i està dividida en cinc sectors o imades:
- La Nouvelle Médina 1 (13 52 51)
- La Nouvelle Médina 2 (13 52 52)
- Sidi Mosbah (13 52 53)
- El Yasminet (13 52 54)
- Errabta (13 52 55)

A nivell de municipalitats, La Nouvelle Médina (13 11 13) i Sidi Mosbah (13 11 14) són dues circumscripcions o dàïres de la municipalitat de Ben Arous (13 14).